# Geraldine Santoro
Geraldine Santoro (nata Twerdy; 16 agosto 1935 – 8 giugno 1964) è stata una donna statunitense morta dopo aver subito un aborto non sicuro nel 1964.
Una fotografia del suo cadavere scattata dalla polizia, pubblicata dalla rivista Ms. nel 1973, divenne il simbolo del movimento per il controllo delle nascite negli Stati Uniti d'America.

## Biografia
Santoro è cresciuta, insieme a 14 fratelli, nella fattoria di una famiglia ucraino-americana a Coventry, nel Connecticut. Fu descritta da coloro che la conoscevano come "amante del divertimento" e "dallo spirito libero". All'età di 18 anni sposò Sam Santoro; la coppia ebbe due figlie insieme.

### Circostanze della morte
Nel 1963 gli abusi domestici subiti dal marito spinsero Santoro ad andarsene e lei e le figlie tornarono nella casa della loro infanzia. La donna accettò un lavoro alla Mansfield State Training School, dove incontrò un altro dipendente, Clyde Dixon. I due iniziarono una relazione extraconiugale e Santoro rimase incinta. Quando il marito di Santoro annunciò che sarebbe venuto dalla California per far visita alle figlie, lei temette per la sua vita.
L'8 giugno 1964, alla ventottesima settimana di gravidanza, lei e Dixon si registrarono al Norwich Motel a Norwich, sotto pseudonimo. I due avevano l'intenzione di indurre l'aborto, utilizzando strumenti chirurgici e informazioni tratte da un libro di testo che Dixon aveva ottenuto da Milton Ray Morgan, un insegnante della scuola di Mansfield. Dopo che Santoro cominciò a sanguinare copiosamente, Dixon fuggì dal motel. La donna morì e il suo corpo venne rinvenuto la mattina seguente da una cameriera.
Dixon e Morgan vennero arrestati tre giorni dopo. Dixon venne accusato di omicidio colposo e Morgan venne accusato di cospirazione per commettere un aborto illegale. Dixon venne poi condannato a un anno e un giorno di prigione.

### Fotografia

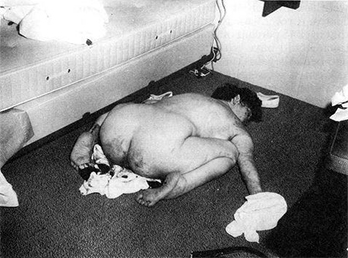
La fotografia del corpo di Santoro scattata dalla polizia

La polizia scattò una fotografia del corpo di Santoro, trovato nudo, inginocchiato e accasciato a terra, con un asciugamano insanguinato tra le gambe. L'immagine venne utilizzata in manifesti e pubblicata sulla rivista Ms. nell'aprile del 1973, il tutto senza identificare Santoro. Leona Gordon, la sorella di Santoro, ha visto la foto in Ms. e ha riconosciuto il soggetto. Alle figlie di Santoro era stato detto che la loro madre era morta in un incidente d'auto, cosa che credevano vera finché la foto non è stata ampiamente diffusa.